# Seguro de agresión
El seguro de agresión es un concepto del anarcocapitalismo en virtud del cual, en lugar de tener un gobierno coercitivo que garantice la seguridad de la vida, la libertad y la propiedad, las personas compran un seguro que cubra los daños causados por la agresión de los demás. Existe el derecho legal para que la víctima recoja los daños causados por el agresor, ante   la presentación de la denuncia y recoger el dinero de la aseguradora, el derecho a la  restitución se subrogará a la aseguradora, que entonces tiene un incentivo para la captura del delincuente y la fuerza para cobrarle. 
Un argumento de este tipo de sistema es que daría más seguridad a las personas, porque la víctima tiene un fuerte incentivo para reportar crímenes, y el asegurador tiene un mayor incentivo que el Estado para cobrar a los agresores y reponer a la víctima por daños y perjuicios, mientras que reduce los daños colaterales y maximiza la prevención de pérdidas. Además, las compañías de seguros guían a los ciudadanos en la dirección de la compra efectiva de protección contra la agresión, por la oferta de primas de seguros más bajas para reducir el riesgo de reclamaciones. El concepto es explorado en The Market for Liberty, For A New Liberty, y muchos otros textos anarcocapitalistas - principalmente en conjunto con las agencias privadas de defensa.
Un argumento en contra de este tipo de sistema es que podría conducir a una falta de enjuiciamiento de los crímenes contra los no asegurados. Una solución que suele plantearse es el uso de cazarrecompensas en estos casos.